# BMW G29
La BMW Z4 G29 è la terza generazione della BMW Z4 un'autovettura roadster a due posti prodotta dalla casa automobilistica tedesca BMW dal 2 novembre 2019.

## Storia e progettazione

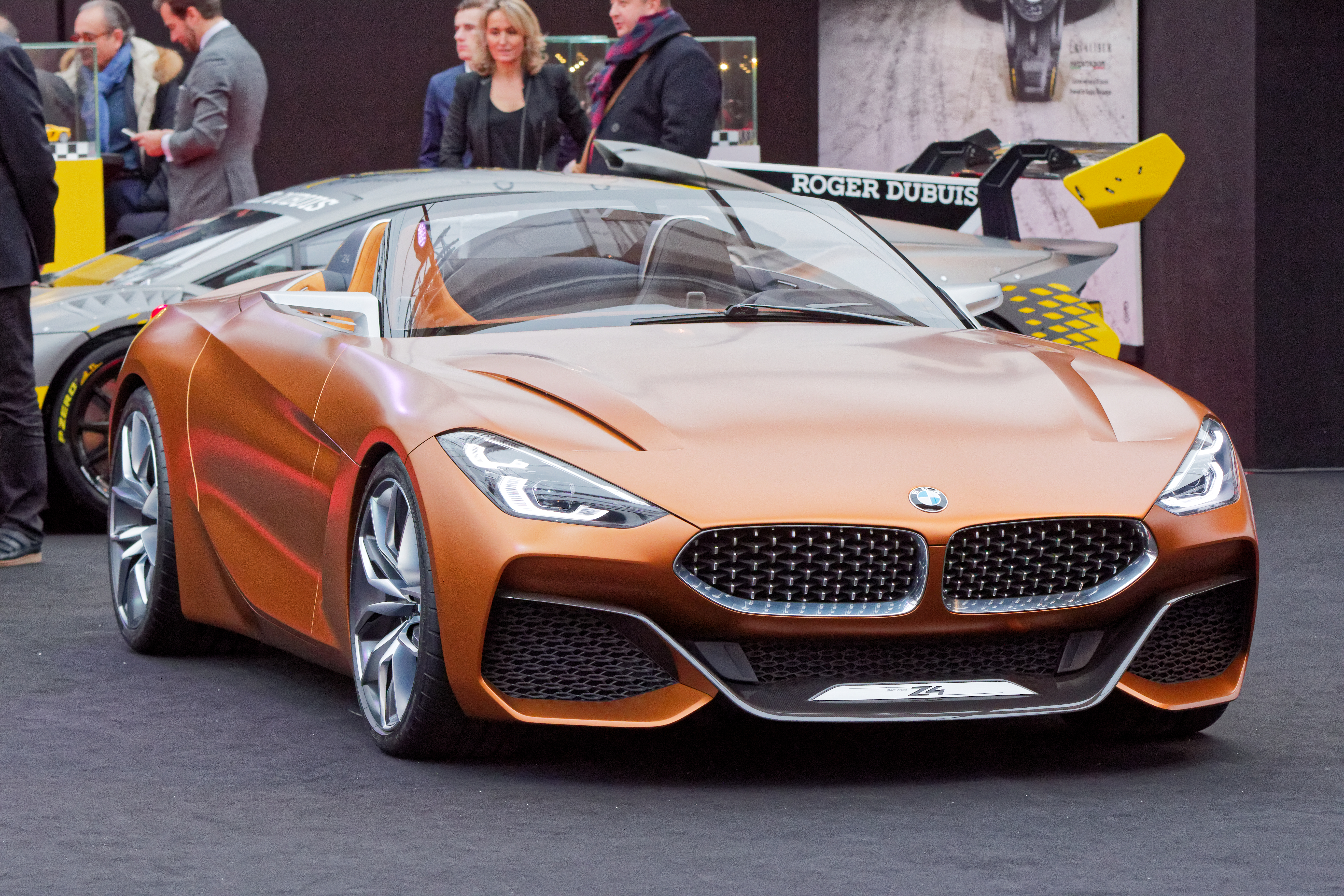
La BMW Z4 Concept

La G29 è stata presentata in anteprima al concorso d'eleganza di Pebble Beach il 23 agosto 2018.
Basata sull'omonima concept presentata l'anno precedente, è stata sviluppata in joint-venture con Toyota e condivide la piattaforma telaistica, la meccanica, le motorizzazioni e alcune parti degli interni con la Toyota Supra A90. La vettura utilizza un pianale di nuova progettazione che permette una distribuzione dei pesi 50:50 tra l'assale anteriore e posteriore con una riduzione delle masse fino a 50 kg rispetto al modello precedente.
Rispetto all'hard top retrattile del modello E89, è stato reintrodotto il tettuccio in tela come sulla prima generazione E85 che può essere aperto o chiuso in 10 secondi anche in movimento fino ad una velocità di 50 km/h. Gli ingombri ridotti di questo sistema fanno sì che il bagagliaio arrivi a una capacità complessiva di 281 litri.

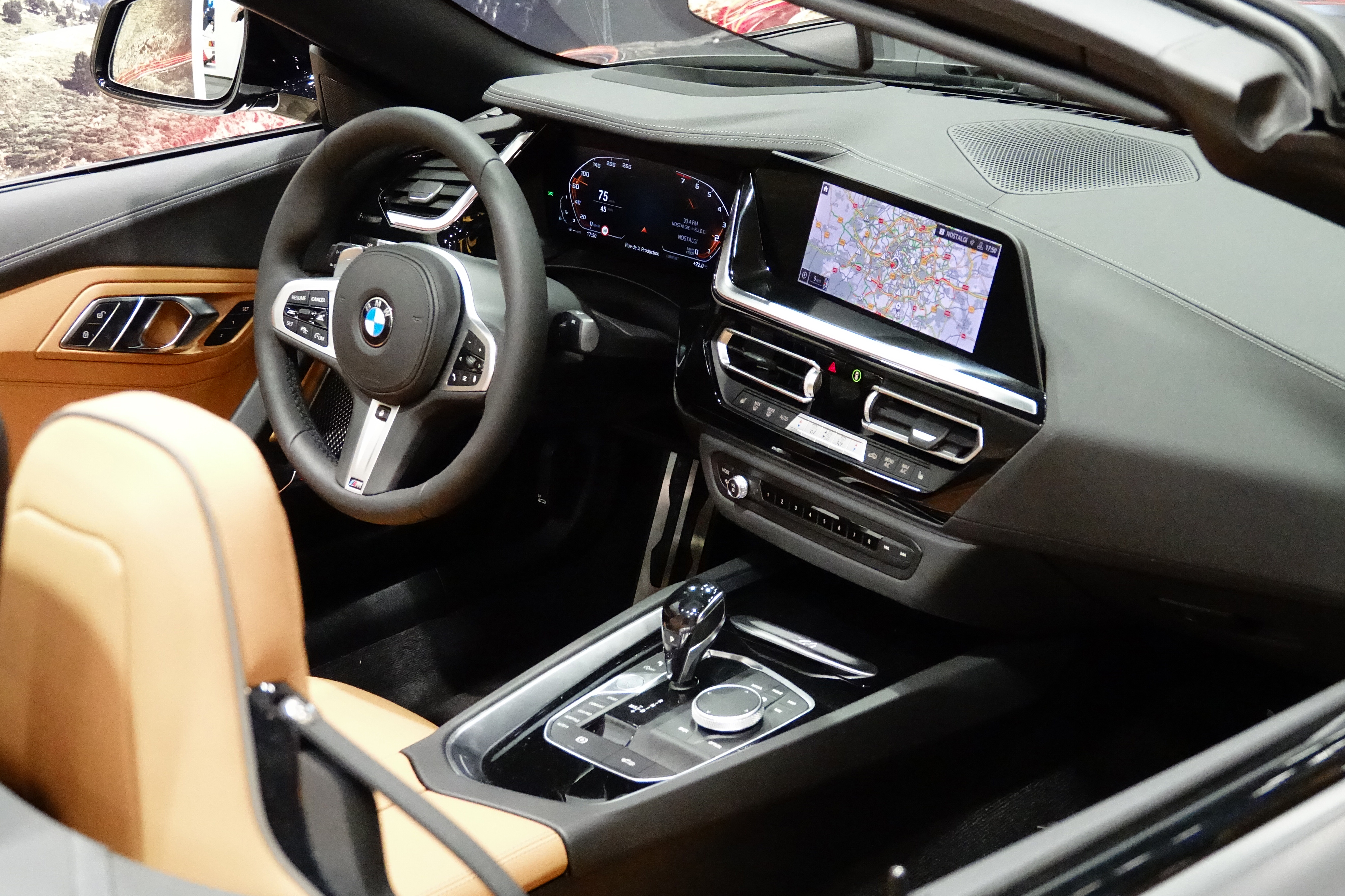
Interni

Il lancio ufficiale della G29 è avvenuto al Salone dell'automobile di Parigi nell'ottobre 2018. L'auto è stata poi introdotta sul mercato nel marzo 2019.

## Caratteristiche
L'auto sul mercato italiano è proposta in quattro varianti: base, Advantage, Sport e Msport.

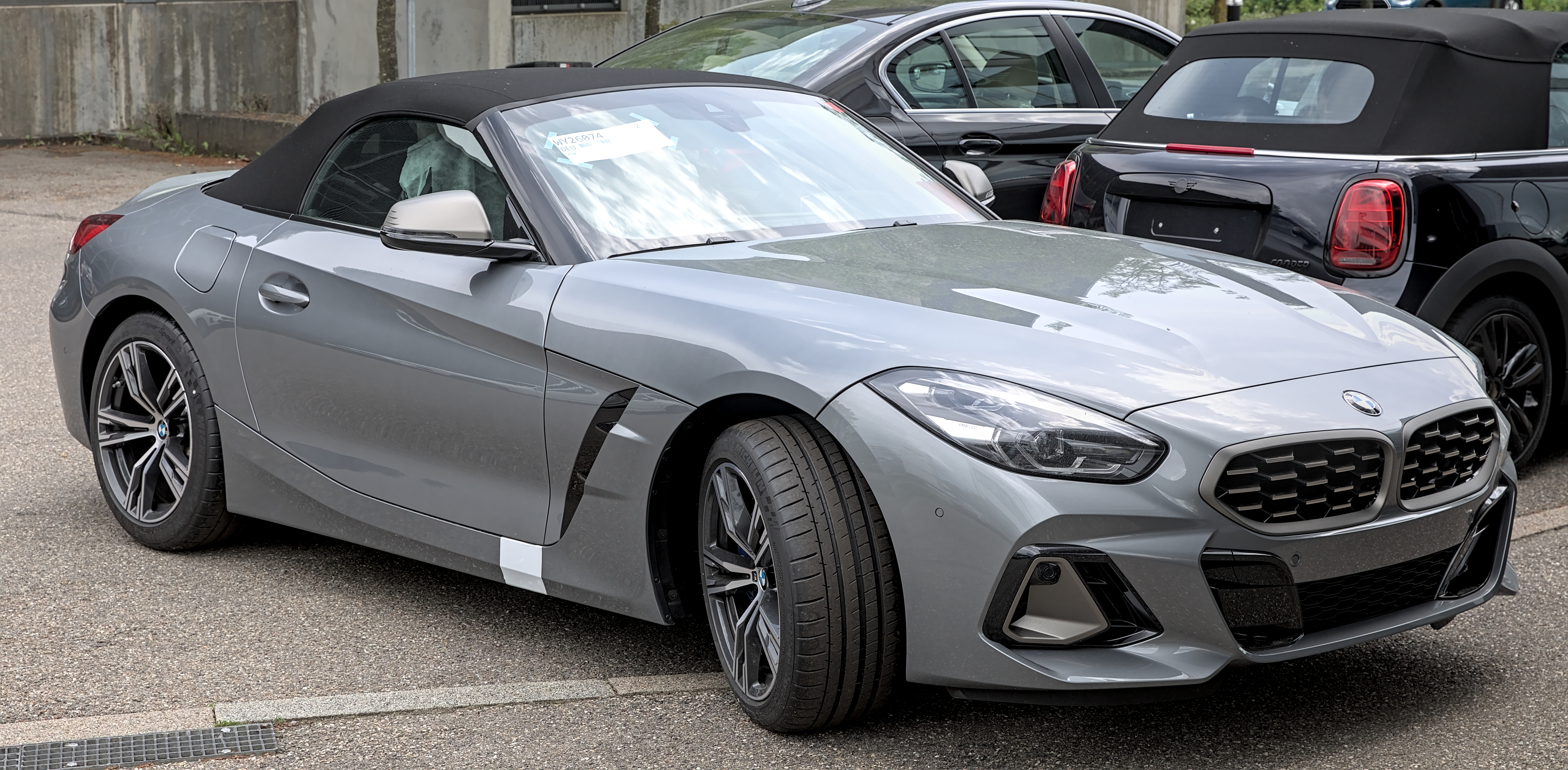
Restyling

La vettura viene spinta da una trazione posteriore abbinata ad un differenziale a gestione elettronica, sono disponibili 3 diverse motorizzazioni, tutte turbo benzina montate in posizione longitudinale. Il reparto sospensioni della vettura fa affidamento su uno schema MacPherson a doppio snodo all'asse anteriore e Multilink a 5 bracci su quello posteriore.
La Z4 è disponibile con il sistema di infotainment idrive 7.0 gestito su di un display posto nella console centrale da 10,25 pollici, inoltre la chiave digitale consente di accedere alla vettura tramite l'uso del proprio smartphone.

## Evoluzione
Il restyling è stato introdotto nel settembre 2022. Il pacchetto estetico M Sport ora è diventato di serie su tutta la gamma, anche se con diverse modifiche a seconda delle motorizzazioni; alcuni accessori come il paravento, i sensori di parcheggio anteriori e posteriori e il climatizzatore automatico ora fanno parte della dotazione di serie. 
Nel gennaio 2024, BMW ha presentato il modello speciale Edition Pure Impulse, che combina la M40i con un cambio manuale a 6 marce.

## Motorizzazioni
| Modello   | Anno  | Motore                                      | Cambio                | Potenza                   | Coppia                    | Accelerazione (0-100 km/h) | Velocità massima |
| --------- | ----- | ------------------------------------------- | --------------------- | ------------------------- | ------------------------- | -------------------------- | ---------------- |
| sDrive20i | 2019- | B48B20 4 cilindri in linea benzina 1998 cm³ | Automatico 8 rapporti | 197 CV da 4500 a 6500 RPM | 320 NM da 1450 a 4200 RPM | 6.6 s                      | 240 km/h         |
| sDrive30i | 2019- | B48B20 4 cilindri in linea benzina 1998 cm³ | Automatico 8 rapporti | 258 CV da 5000 a 6500 RPM | 400 NM da 1550 a 4400 RPM | 5,4 s                      | 250 km/h         |
| M40i      | 2019- | B58B30 6 cilindri in linea benzina 2998 cm³ | Automatico 8 rapporti | 340 CV da 5000 a 6500 RPM | 500 NM da 1600 a 4500 RPM | 4,6 s                      | 250 km/h         |